# Чешуйницы (семейство)
Чешуйницы (лат. Lepismatidae) — семейство щетинохвосток. Представители его — детритофаги. 

## Описание
Эти насекомые имеют удлинённое, уплощённое тело, обычно покрытое мелкими чешуйками, а также имеют три хвостовые нити одинаковой длины.

## Палеонтология
Ныне живущий род чешуйниц Allacrotelsa был обнаружен в эоценовом ровенском янтаре. Чешуйницы, относящиеся к вымершим родам, известны также из мелового бирманского янтаря.

## Роды
К семейству относятся более 190 видов в следующих родах:
- Acrotelsa Escherich, 1905
- Acrotelsella Silvestri, 1935
- Allacrotelsa Silvestri 1935
- Anisolepisma Paclt, 1967
- †Burmalepisma Mendes et Poinar, 2008
- Heterolepisma Escherich, 1905
- †Cretalepisma Mendes et Wunderlich, 2013
- Ctenolepisma Eischerich, 1904
- Thermobia Bergroth 1890
- Lepisma Linneaus, 1758
- Neoasterolepisma Mendes, 1988
- Tricholepisma Paclt, 1967